# Museo della Brigata Sassari
Il Museo della Brigata Sassari, ubicato a Sassari in piazza Castello al pianterreno della caserma Lamarmora, venne realizzato nel 1992 per ricordare le tradizioni e le gesta della Brigata meccanizzata "Sassari" in particolar modo durante la prima guerra mondiale.
Al suo interno vi si trovano documenti, foto, cimeli e ricostruzioni delle trincee della prima guerra mondiale.